# Claude Collard
Pour les personnes ayant le même patronyme, voir Collard.
Ne doit pas être confondu avec Claude Collard (football).
Claude Collard (né le 20 octobre 1924 à Fontainebleau - mort le 26 juillet 2007 à Versailles) est un ingénieur français, adepte de nombreux sports et judoka de haut niveau — ceinture noire 7e dan de judo et vice-champion d'Europe en 1959 — qui devient ensuite dirigeant sportif — président de la Fédération française de Judo de 1961 à 1966 — et contribue à structurer le sport français, après son arrivée à la tête du Comité Olympique français (1968-1973). Il est le fondateur, en 1972, du Comité national olympique et sportif français (CNOSF), qu'il préside jusqu'en 1982.

## Biographie

### Le judo
Passionné de sport, Claude Collard, tout en poursuivant de brillantes études qui aboutissent au diplôme d'ingénieur de l'École centrale des arts et manufactures de Paris (promotion 1949), pratique de nombreux sports, tant au niveau régional, national qu'international : athlétisme, aviron, basket-ball, volley-ball, voile, ski, tennis et judo. En voile, il prend part à de nombreuses compétitions de course au large.
Mais, c'est en judo qu'il réalise ses plus belles performances : champion de France universitaire toutes catégories en 1949, champion du Maroc de 1952 à 1956, champion de France, vice-champion d'Europe en 1959, champion de France des clubs par équipes (1960, 1961), champion d'Europe des clubs (1960).

### L'olympisme
Au terme de sa carrière sportive, Claude Collard s'oriente vers une activité de dirigeant sportif et devient président de la Fédération française de Judo, poste qu'il occupe de 1961 à 1966. 
À cette date, il entre au Comité Olympique français, dont il est d'abord secrétaire général puis président (1968-1973). C'est dans cette fonction, qu'il pousse avec Robert Pringarbe à la création du Comité national olympique et sportif français (CNOSF) dont il est le premier président de 1972 à 1982.
Claude Collard est chef des délégations françaises aux Jeux de Mexico (1968), de Munich (1972), de Montréal (1976) et de Moscou (1980). 
Il se distingue au moment de ceux-ci en refusant de céder au pouvoir politique qui prône le boycott de la manifestation. Il réaffirme alors l'impératif de neutralité des organisations olympiques et la liberté de conscience et de choix des athlètes français.
Il est également à l'origine des premiers modes de financement du mouvement sportif à l'échelon national. Président d'honneur du CNOSF, il demeure à ce titre membre de l'exécutif de cet organisme après son départ de la présidence.
Président pendant plusieurs années du Comité International des Jeux méditerranéens (CIJM), il a conféré à ceux-ci pérennité et rayonnement.
Figure fondatrice incontournable du mouvement sportif français, Claude Collard est décédé dans la nuit du 25 au 26 juillet 2007, à l'âge de 82 ans. 
Claude Collard est le père du romancier et cinéaste Cyril Collard, auteur, entre autres, du roman et du film Les Nuits fauves (1992).

## Distinctions
À l'annonce de son décès, Roselyne Bachelot, ministre des sports, déclare que Claude Collard, "fervent défenseur des idéaux prônés par Pierre de Coubertin, a milité durant toute sa carrière pour le respect des règles qui régissent les sports olympiques, le développement du sport et la conservation de l'esprit olympique".
Claude Collard est officier de la Légion d'honneur.